# Transport guidé

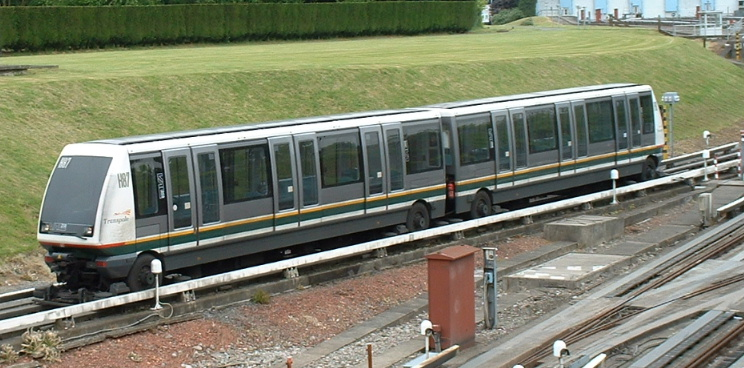
Une rame VAL du métro de Lille.

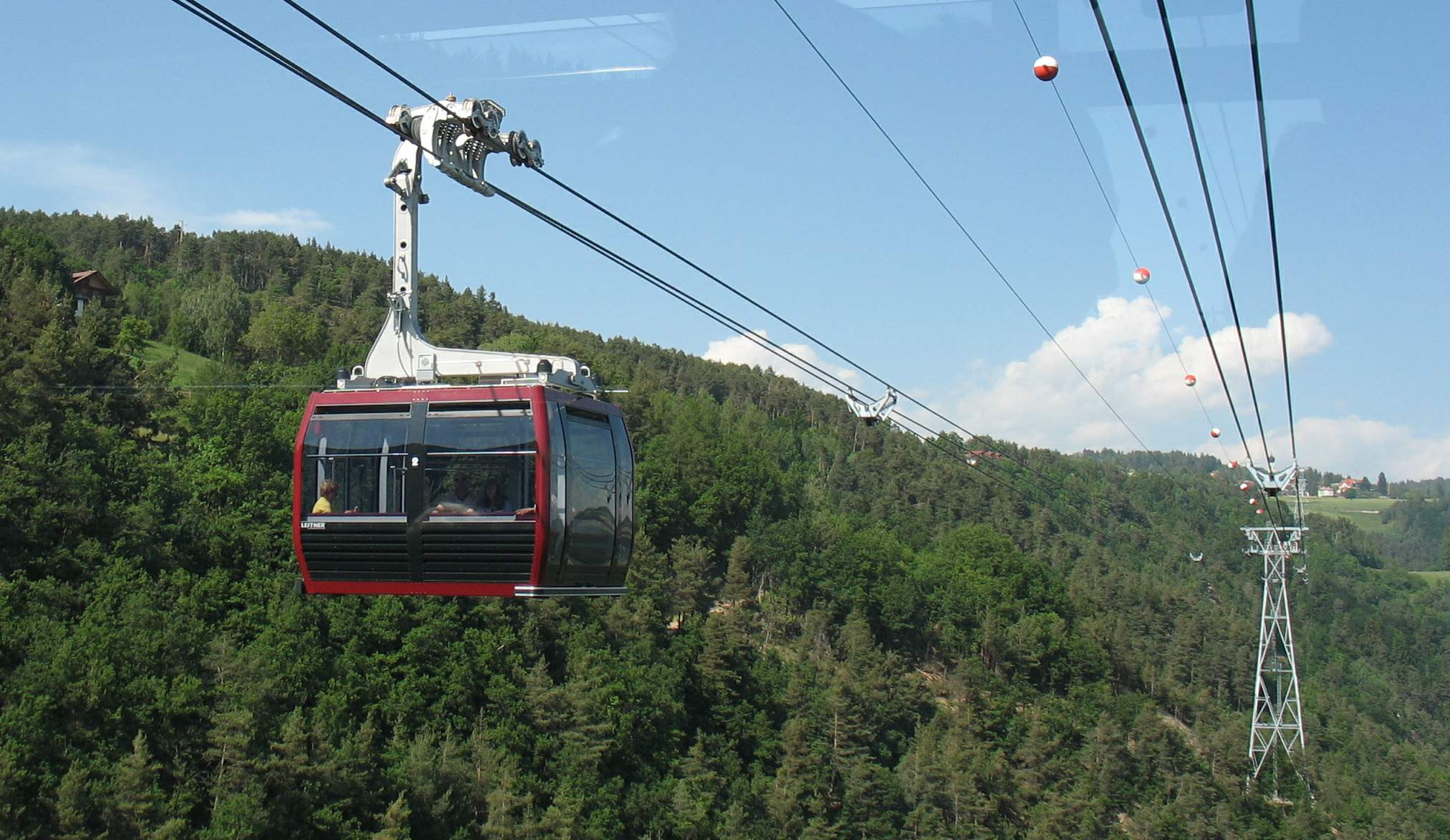
Téléphérique à Bolzano, Italie

On appelle transport guidé tout mode de transport dans lequel les véhicules sont guidés par l'infrastructure. Le principal mode de transport guidé est le train, qui est guidé par le chemin de fer.

## Principe
Un mode de transport dit guidé, est un système de véhicules, généralement collectif dans lequel les matériels de transport sont guidés par l'infrastructure, c'est-à-dire qu'ils n'ont qu'un seul degré de liberté, ne pouvant qu'avancer ou reculer ou monter et descendre, suivant un mouvement de translation (auquel s'ajoutent toutefois les mouvements autorisés par les systèmes de suspension). Les guides sont généralement constitués par des rails, mais aussi par des ornières, des câbles. Le guidage peut aussi être immatériel, par lecture de bandes peintes au sol (Bus guidé).
Dès le Moyen Empire égyptien (vers 2000-1700 av. J.-C.), un système ingénieux de glissières fut aménagé autour de la deuxième cataracte du Nil pour contourner les rapides. Ces rampes en bois ou en pierre, sur lesquelles les bateaux étaient halés à l'aide de traîneaux lubrifiés, constituent l'une des premières formes attestées de transport guidé de l'histoire.  
Plus d'un millénaire plus tard, les Grecs perfectionnèrent ce principe avec le diolkos, gràce auquel des navires pouvaient traverser l'isthme de Corinthe (VIe siècle av. J.-C.), une voie pavée de 6 à 8 km à ornières destinée au passage de navires sur chariots par voie terrestre. Ce système fut exploité de 600 av. J.-C. environ jusqu'au Ier siècle apr. J.-C..
Depuis le XIXe siècle, le plus connu des modes de transport guidé est le chemin de fer mais on peut citer également le téléphérique, le monorail et l'ascenseur. Les véhicules peuvent être autonomes ou bien mus par un dispositif intégré dans l'infrastructure, tel un système de traction par câble.
Le transport guidé offre par construction une plus grande sécurité en limitant les possibilités de collision. Il est en outre, le plus souvent installé en site propre, ce qui limite les possibilités d'intrusions d'éléments extérieurs ou d'interactions avec l'environnement. Il présente également l'avantage de se prêter plus facilement que les modes de transports où les véhicules sont plus autonomes à l'électrification et à l'automatisation.
Le transport guidé présente peu de souplesse d'exploitation du fait de l'impossibilité de faire croiser des véhicules ou d'en faire passer un devant l'autre. Ces manœuvres nécessitent des aménagements de l'infrastructure, tels que les appareils de voie et les voies d'évitement dans le mode ferroviaire. Dans un certain nombre de cas, ils ne permettent qu'une exploitation en navette entre deux points (cas des téléphériques).

## Familles de transports guidés
Dans son acception de véhicule de transport associé à un guidage matériel, on peut diviser le transport guidé en plusieurs sous familles. Certains véhicules sont simultanément guidés et propulsé par leur moyen de guidage (comme les téléphériques), d'autres disposent de leur propre moyen de propulsion, tout en étant guidé par l’infrastructure (comme le chemin de fer). On notera qu'il existe une catégorie de transports particulières et non classés dans la famille des transports guidés, pour lesquels l'infrastructure est à la fois le véhicule, le guide et le propulseur, comme dans les cas des escaliers mécaniques ou des tapis roulants. 

### Transports guidés par rail et voies
- Le train.

### Transports guidés par câble
- Le téléphérique : un ou plusieurs véhicules (généralement des cabines) effectuent des déplacements le long d'un câble, souvent selon le mode du va-et-vient. Le ou les véhicules sont suspendus à un ou plusieurs câbles porteurs, tandis qu'un ou plusieurs câbles tracteurs servent à les mettre en mouvement ;
- la télécabine : de nombreuses cabines effectuent des déplacements tractés et suspendues par un câble en boucle ;
- le télésiège : des sièges effectuent des déplacements tractés et suspendus à un câble en boucle ;

- la tyrolienne : un crochet attaché à un câble suspendu en pente. Les personnes ou les marchandises se déplacent par leur propre poids ;
- le téléski : un appareil servant à remorquer les skieurs à contrepente sur un terrain enneigé où les utilisateurs, debout sur leurs skis, sont tractés sur une piste par des agrès solidaires d'un câble aérien à mouvement unidirectionnel continu suspendu à des pylônes.

### Transports guidés par un rail avec traction par câble
- l'ascenseur : une cabine guidée verticalement par des rails fixés dans un conduit ou sur un support, portée et tractée par un câble ;
- le funiculaire : deux rames de chemin de fer effectuent des déplacements en va-et-vient tractées par un câble circulant entre les rails.